# 武豊町立富貴小学校
武豊町立富貴小学校（たけとよちょうりつ ふきしょうがっこう）は、愛知県知多郡武豊町にある公立小学校。

## 概要
- 大字富貴の全域、大字東大高の大部分、旭が校区である。公立中学校の場合の進学先は武豊町立富貴中学校である[1]。

## 沿革
- 1874年（明治7年）2月22日 - 富貴村に第2大学区第6番中学区第45番小学弘文学校が開校する。円観寺[注釈 1]を仮校舎とする。
- 1876年（明治9年） - 富貴学校に改称する。
- 1878年（明治11年） - 東大高村、富貴村、市原村が合併し、三芳村となる。
- 1883年（明治16年） - 三芳村が分立し、富貴村（旧・富貴村、市原村）と東大高村になる。
- 1883年（明治16年）6月15日 - 富貴学校が富貴学校（富貴村）と知里付学校（東大高村）に分立する。
- 1887年（明治20年） - 富貴学校と知里付学校を統合し、尋常小学富貴学校となる。
- 1889年（明治22年）10月1日 - 東大高村と富貴村が合併し、富貴村が発足する。
- 1892年（明治25年） - 富貴尋常小学校に改称する。
- 1903年（明治36年） - 高等科を設置し、富貴尋常高等小学校に改称する。
- 1929年（昭和4年）7月 - 校舎（鉄筋コンクリート造2階建）が完成する。
- 1941年（昭和16年）4月1日 - 富貴国民学校に改称する。
- 1944年（昭和19年）12月7日 - 昭和東南海地震により、明治から大正時代の木造校舎が倒壊する。
- 1947年（昭和22年）4月1日 - 富貴村立富貴小学校に改称する。
- 1955年（昭和30年）10月5日 - 武豊町と富貴村が合併し、武豊町となる。同時に武豊町立富貴小学校に改称する。
- 1970年（昭和45年）4月 - 校区の一部が新設の武豊町立衣浦小学校に移る。
- 1973年（昭和48年）3月 - 南館が完成する。
- 1974年（昭和49年）1月 - 校舎を増築する。
- 1976年（昭和51年）4月 - 校舎を増築する。
- 1980年（昭和55年）7月 - プールが完成する。
- 2004年（平成16年） - 北館が完成する。
- 2012年（平成24年） - 新体育館が完成する。

## 交通アクセス
- 名古屋鉄道河和線・知多新線富貴駅下車、徒歩約5分。

## 周辺施設
- 武豊町立富貴中学校
- 富貴児童館
- 富貴駅
- 富貴郵便局